# Lazaros Rota
Lazaros Rota (en griego: Λάζαρος Ρότα; Katerini, 23 de agosto de 1997) es un futbolista griego que juega en la demarcación de defensa para el AEK Atenas F. C. de la Superliga de Grecia.

## Selección nacional
Hizo su debut con la selección de fútbol de Grecia el 11 de octubre de 2020 en un encuentro de la Liga de Naciones de la UEFA 2020-21 contra Moldavia que finalizó con un resultado de 2-0 a favor del combinado griego tras los goles de Tasos Bakasetas y Petros Mantalos.

## Clubes
| Club                   | País         | Año       | Partidos | Goles |
| ---------------------- | ------------ | --------- | -------- | ----- |
| FK Slavoj Trebišov     | Eslovaquia   | 2017-2018 | 12       | 1     |
| MFK Zemplín Michalovce | Eslovaquia   | 2018-2020 | 48       | 3     |
| Fortuna Sittard        | Países Bajos | 2020-2021 | 33       | 0     |
| AEK Atenas F. C.       | Grecia       | 2021-     | 124      | 4     |

## Palmarés

### Campeonatos nacionales
| Título              | Club             | País   | Año  |
| ------------------- | ---------------- | ------ | ---- |
| Superliga de Grecia | AEK Atenas F. C. | Grecia | 2023 |
| Copa de Grecia      | AEK Atenas F. C. | Grecia | 2023 |